# Doris
Doris er et pigenavn, der stammer fra det græske Doris (Δωρίς), der betyder "gave". Det er en kortform af Dorothea (Δωροθεα), der betyder "Guds gave".
Varianter af navnet omfatter Dorit, Dorrit, Dorris og Dorith.

## Kendte personer
- Doris Lessing – engelsk forfatter (Børn af vold)
- Doris Day – amerikansk sanger og skuespiller (Que sera, sera)
- Dorrit Willumsen – dansk forfatter (Bruden fra Gent)
- Doris Payne - amerikansk juveltyv

## Navnet i fiktionen
- Lille Dorrit er en roman af Charles Dickens. Den er filmatiseret i en dansk udgave i 1924. Lille Dorrit er datteren af William Dorrit i romanen – hun hedder egentlig Amy.
- Fede Dorit er en figur i filmen Terkel i Knibe fra 2004.

## Navnet i mytologien
I den græske mytologi var Doris en okeanide, en af de 3000 døtre af af titanerne Okeanos og Thetys. Doris var havnymfe over "rent vand", er gift med Nereus og har 50 døtre, Nereiderne.